# Вехеткі-Дуже
Вехеткі-Дуже (пол. Wiechetki Duże) — село в Польщі, у гміні Беляни Соколовського повіту Мазовецького воєводства.
Населення — 23 особи (2011).
У 1975-1998 роках село належало до Седлецького воєводства.

## Демографія
Демографічна структура станом на 31 березня 2011 року:
|          | Загалом | Допрацездатний вік | Працездатний вік | Постпрацездатний вік |
| -------- | ------- | ------------------ | ---------------- | -------------------- |
| Чоловіки | 16      | 0                  | 13               | 3                    |
| Жінки    | 7       | 0                  | 6                | 1                    |
| Разом    | 23      | 0                  | 19               | 4                    |